# 제2공병여단 (미국)
제2공병여단(2nd Engineer Brigade)는 미국 육군 공병대의 전투공병여단이다. 태평양 전쟁과 한국 전쟁, 아프가니스탄 전쟁에 참전하였다.

## 역사

### 제2차 세계 대전
제1942년 6월 20일, 매사추세츠주 캠프 에드워즈에서 제2공병상륙여단으로 창설되었다. 1943년 4월 17일 오스트레일리아에 도착한 뒤 제2공병특별여단으로 개명되었다. 뉴기니아 전역과 1944년 10월 20일 레이테 전투에 참전하였다. 1945년 12월 16일, 미국 본토로 귀환하였다.
- 제532공병주정및해안연대
- 제542공병주정및해안연대
- 제592공병주정및해안연대
- 여단 본부
  - 병참중대
  - 본부중대
  - 지원포대 (임시)
  - 의무파견대
- 제262의무대대
- 제416군악대 (미국 육군 근무군)
- 제562공병주정정비대대
  - 제1458~1460공병정비중대
  - 제1570공병중장비공작실중대
  - 제1762공병부품지원소대
- 제162병기정비중대
- 제189병참지원중대
- 제287통신중대
- 제3498병기중형정비중대
- 수송대
  - 제695병참트럭중대
  - 제5204상륙트럭중대 (미국 육군 수송대)

### 한국 전쟁
워싱턴주 포트 워든에 주둔하던 중 한국 전쟁이 발발하자, 제8군 지원부대로서 인천 상륙 작전으로 한반도에서의 첫 전투에 참가하였다. 1952년 6월 26일 제2상륙지원여단, 본부 및 본부중대로 개명됨과 함께 정규군으로 할당되었다. 정전 협정 이후, 1953년 12월에 주일 미국 육군의 일부로서 일본 열도로 건너가 가나가와현 지가사키시 캠프 맥길에서 주둔하던 중에 1955년 6월 24일에 해산하였다.

### 알래스카
2009년 9월 10일, 제2공병여단, 본부 및 본부중대로 개명되었다. 2011년 9월 27일, 제2공병여단이 제3기동증강여단을 대채하고 포트 리처드슨에서 미국 알래스카 육군 휘하부대로서 56년만에 다시 재소집되었다. 여단장 토머스 J. 로스 대령, 제임스 E. 딕킨스 주임원사와 여단 부대원들은 세레모니를 마치고 제2공병여단의 활동을 재개하였다.
2014년 5월 29일, JTF-Trailblazers로 알려진 아프가니스탄 전구 공병여단으로 지정되어 아프가니스탄에 전개하였다. 전쟁 피해를 회복하기 위한 시설 복구 작전을 진행하였고, 7개월 뒤 12월 14일 알래스카로 귀환하였다.
2015년 5월 15일, 모든 활동을 마치고 해산하였다.
- 제17전투유지지원대대
- 제6공병대대
- 제793헌병대대
- 제9군악대
- 알래스카 육군 부사관학교

## 기록

### 계보
- 1942년 6월 12일, Headquarters and Headquarters Company, 2d Engineer Amphibian Brigade
→제2공병상륙여단, 본부 및 본부중대
- 1943년 5월 10일, Headquarters and Headquarters Company, 2d Engineer Special Brigade
→제2공병특별여단, 본부 및 본부중대
- 1952년 6월 26일, Headquarters and Headquarters Company, 2d Amphibious Support Brigade
→제2상륙지원여단, 본부 및 본부중대
- 1956년 10월 18일, Command Headquarters, 2d Engineer Amphibious Support Command
→제2공병상륙지원사령부, 본부 및 본부중대
- 2009년 9월 10일, Headquarters and Headquarters Company, 2d Engineer Brigade
→제2공병여단, 본부 및 본부중대

### 전역
| 스트리머    | 내역                                                                               |
| ----------- | ---------------------------------------------------------------------------------- |
| 태평양 전쟁 | - 뉴기니아 전역 - 레이테 전투 (화살촉)                                             |
| 한국 전쟁   | - UN 방어 - UN 공세 - CCF 개입 - 제1차 UN 반격 - CCF 춘계 공세 - UN 하계-추계 공세 |

### 스트리머
| 스트리머                     | 내역                              | 명령서                                       | Ref   |
| ---------------------------- | --------------------------------- | -------------------------------------------- | ----- |
| 필리핀 대통령 부대 표창      | 1944년 10월 17일 ~ 1945년 7월 4일 |                                              |       |
| 미국 대통령 부대 표창 (해군) | 1950년 9월 15일 ~ 10월 11일       | 제2공병여단, 1952년 1월 24일, 일반명령 제8호 | [ 5 ] |
| 대한민국 대통령 부대 표창    | 1950년 9월 15일 ~ 12월 24일       | 제2공병여단, 1952년 1월 24일, 일반명령 제8호 | [ 6 ] |

## 참고
1. ↑  “Engineer brigade stands up in Alaska” (영어). 제2공병여단 공사 사무소. 2011년 9월 27일. 2016년 4월 15일에 확인함.
2. ↑  “The 2nd Engineer Brigade stands up at JBER” (영어). 제2공병여단 공사 사무소. 2011년 9월 30일. 2016년 4월 27일에 원본 문서에서 보존된 문서. 2016년 4월 15일에 확인함.
3. ↑  “2D Engineer Brigade Homecoming Ceremony”. 2014년 12월 14일. 2016년 4월 15일에 확인함.
4. ↑  Capt. Richard Packer (2015년 5월 15일). “2d Engineer Brigade bids FAREWELL” (영어). 미국 알래스카 육군 공사 사무소. 2016년 4월 27일에 원본 문서에서 보존된 문서. 2016년 4월 15일에 확인함.
5. ↑  “General Orders No. 63” (PDF) (영어). Washington D.C.: Headquarteres, Department of the Army. 1952년 6월 26일. 2021년 3월 4일에 확인함.
6. ↑  “General Orders No. 8” (PDF) (영어). Washington D.C.: Headquarteres, Department of the Army. 1952년 1월 24일. 2021년 3월 4일에 확인함.

- “Headquarters and headquarters company, 2nd Engineer Brigade”. 《history.army.mil》 (영어). 미국 육군 역사관. 2011년 10월 17일. 2017년 1월 30일에 원본 문서에서 보존된 문서. 2017년 1월 18일에 확인함.
- “2nd Engineer Brigade” (영어). globalsecurity.org. 2016년 4월 15일에 확인함.